# Comté de Victoria Plains
Le Comté de Victoria Plains est une zone d'administration locale au sud-est de l'Australie-Occidentale en Australie. Le comté est situé à 160 kilomètres au nord de Perth, la capitale de l'État. 
Le centre administratif du comté est la ville de Calingiri.
Le comté est divisé en un certain nombre de localités:
- Bolgart
- Calingiri
- Gillingarra
- New Norcia
- Piawaning
- Waddington
- Yerecoin

Le comté a 9 conseillers locaux et est divisé en 4 circonscriptions.